# Славица Јеремић

Славица Јеремић (рођена 3. маја, 1957. у Опарићу, ФНР Југославија) је бивша југословенска и српска рукометашица. Као део репрезентације Југославије освојила је сребрну медаљу на Олимпијским играма 1980. године у Москви. Играла је за Раднички из Београда.